# Les Erreurs de Joenes
Les Erreurs de Joenes (titre original : Journey Beyond Tomorrow, réimprimé sous le titre Journey of Joenes), est un roman satirique de l'écrivain américain Robert Sheckley, publié pour la première fois par Victor Gollancz Ltd en 1962.
Une version abrégée en est parue dans The Magazine of Fantasy & Science Fiction en 1962. Cette version a été traduite dans le recueil L'Amérique utopique publié par la revue Fiction en 1963.
La première traduction française de l'ouvrage complet est sortie chez Calmann-Lévy en 1977. Il a été réédité chez Presses Pocket Science-fiction sous le no 5257 en 1986, puis chez J'ai lu en 1999.

## Résumé
L'introduction du livre est censée avoir été écrite par un exégète travaillant après l'an 3000. Il annonce que l'ouvrage rassemble et transcrit les aventures de Joenes, une figure semi-légendaire du XXIe siècle dont la philosophie a marqué les temps qui l'ont suivi.
Dans cette introduction, le lecteur apprend que la civilisation du futur est dominée par les Polynésiens et qu'un grand cataclysme a chamboulé le Monde pendant la vie de Joenes. Seules des informations fragmentaires sur cette époque ont survécu, essentiellement grâce à la tradition orale. L'éditorialiste insiste sur le fait qu'il leur est difficile de comprendre notre époque, et que bien que nous possédions des technologies qu'ils n'ont plus, ils ne sont pas envieux de notre époque ni pressés de redécouvrir ses secrets.
Le corps du livre consiste en les aventures de Joenes elles-mêmes. Né de parents américains, Joenes a toujours vécu sur la petite ile de Manituatua, dans l'océan Pacifique. À l'âge de 25 ans, il perd son emploi et décide de visiter les États-Unis où il fait la connaissance de son ami pour la vie, Lum. À partir de là, il est confronté à une série d'expériences surréalistes.
Il essaye le Peyotl et veut soustraire une jeune femme à la police qui en conclut qu'il est un communiste. Il passe devant une commission d'enquête, puis est condamné à dix ans d'emprisonnement, mais sa peine est immédiatement remise par une sorte d'oracle électronique. Il est coopté comme professeur dans une université engagée dans des expériences délirantes de société idéale. Il est plus tard recruté par le gouvernement pour travailler à l'Octogone, qui a remplacé le Pentagone. Il est alors envoyé en Union soviétique en mission secrète, mais à son retour son avion est pris pour un appareil ennemi, ce qui déclenche la Troisième Guerre mondiale. 
Seules certaines iles du Pacifique survivent. Joenes s'y établit avec son ami Lum.

## Un Candide moderne
Robert Sheckley décrit avec beaucoup de sarcasme une société pleine d’extrêmes les plus absurdes. Les gens se battent pour entrer en prison, car il n'y a que là qu'on soit nourri et blanchi gratuitement. Dans les asiles, on traite la paranoïa en montant des complots autour du malade. Les militaires ne dessinent plus que des cartes fausses, pour tromper l'ennemi.
Le roman mélange les genres. Sa structure générale est une succession de contes polynésiens, mais le récit entre aussi en collision avec les légendes médiévales et la mythologie antique : Joenes rencontre par exemple le Minotaure et Thésée dans les couloirs de l'Octogone, qui prend dès lors des allures de labyrinthe. Il y a aussi des télescopages avec la littérature classique ; ainsi, en prison, un des prisonniers déclare :

« Et ces champs fleuris et ces forêts vertes dont vous parlez sont encore pires, dit le second Français. Mon nom est Rousseau, et dans ma jeunesse j'ai écrit plusieurs livres idiots qui n'étaient fondés sur aucune expérience, qui exaltaient la nature et parlaient de la place que l'homme y tient. Mais ensuite, dans mes années de maturité, je quittai secrètement mon pays et voyageai à travers cette nature dont j'avais parlé avec tant de confiance. Je découvris à quel point la nature est terrible, et à quel point elle hait l'humanité. »

La philosophie est partout présente, et en particulier la question de l'utopie. Face à ce monde pris de folie, Joenes se comporte toujours en étonné passif. En vrai naïf, plein de bonne volonté, il pose des questions et se renseigne. À la fin, tel Candide, il retourne chez lui cultiver son jardin.